# Dolomedes yawatai
Espèce
Dolomedes yawatai est une espèce d'araignées aranéomorphes de la famille des Dolomedidae.

## Distribution
Cette espèce est endémique de l'archipel Nansei au Japon. Elle se rencontre sur Ishigaki-jima et Iriomote-jima.

## Description

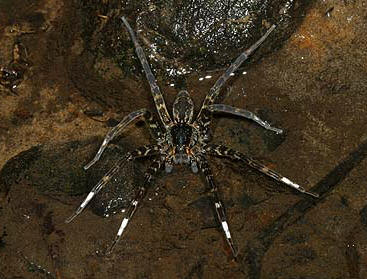
Dolomedes yawatai ♀

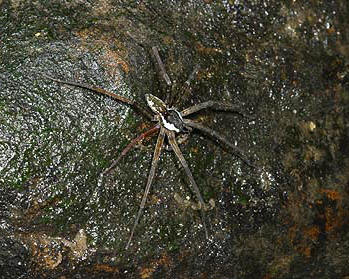
Dolomedes yawatai ♂

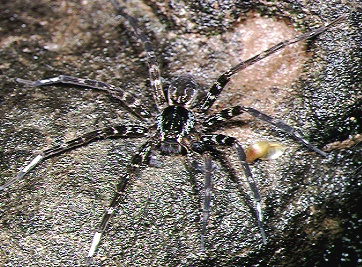
Dolomedes yawatai jeune

La femelle holotype mesure 28,3 mm et le mâle paratype 11,1 mm.

## Systématique et taxinomie
Cette espèce a été décrite par Ono en 2002.

## Étymologie
Cette espèce est nommée en l'honneur d'Akihiko Yawata.

## Publication originale
- Ono, 2002 : « New and remarkable spiders of the families Liphistiidae, Argyronetidae, Pisauridae, Theridiidae and Araneidae (Arachnida) from Japan. » Bulletin of the National Museum of Nature and Science, sér. A, vol. 28, p. 51-60.